# بوريد السترونتيوم
 بوريد السترونتيوم (أو سداسي بوريد السترونتيوم) مركب كيميائي له الصيغة SrB6، ويكون على شكل مسحوق بلوري أسود.

## الخواص
- إن مركب بوريد السترونتيوم عبارة عن مركب ثابت له نقطة انصهار مرتفعة، وصلادة مرتفعة بحيث يمكن أن يخدش الكوارتز [3]، وهو غير منحل في الماء.
- يظهر بوريد السترونتيوم عند درجات حرارة منخفضة خواصاً مغناطيسية حديدية مثل بعض الفلزات القلوية الترابية.[4] لا توجد للآن سبب لتفسير هذه الخاصية في هذا المركب، إلا أن بعض الدراسات تشير إلى احتمالية وجود بعض الشوائب والعيوب في البنية البلورية قد تكون وراء ذلك.[5][6] إضافة إلى ذلك فإن بوريد السترونتيوم يظهر خواصاً شبه موصلة عند درجات حرارة منخفضة أيضاً.[7]

## التحضير
يحضر بوريد السترونتيوم من تفاعل كربونات السترونتيوم مع كربيد البورون بوجود الكربون الفلزي وذلك تحت الفراغ.
أو يمكن إجراء عملية التحضير بمفاعلة كربونات السترونتيوم مع فلز الألومنيوم وبوحود الكربون وذلك في فرن كهربائي.

## الاستخدامات
- يستخدم بوريد السترونتيوم في تركيب العوازل الكهربائية، كما يدخل في تركيب قضبان التحكم.[8]